# خووینووشچزنا
خووینووشچزنا (به لهستانی:  Chwojnowszczyzna) یک روستا در لهستان است که در گمینا نوو دوور واقع شده‌است.